# Persone di cognome Fischer
| Questa pagina contiene informazioni ricavate automaticamente dalle voci biografiche con l'ausilio del template Bio e di un bot. L'aggiornamento è periodico e automatico e ricostruisce completamente la pagina. Se manca una persona in questa lista, sei pregato di non aggiungerla, ma accertati piuttosto che la sua voce biografica contenga il template Bio e che i dati anagrafici siano correttamente compilati. Se il template Bio manca, inseriscilo tu stesso o, in alternativa, metti l'avviso {{tmp\|Bio}} che ne segnala la mancanza. Se i dati riportati sono sbagliati, correggi direttamente la voce biografica; le modifiche saranno visibili in questa lista entro pochi giorni. Per chiarimenti vedi il progetto antroponimi. La lista contiene solo le 147 persone che sono citate nell'enciclopedia e per le quali è stato implementato correttamente il template Bio. Pagina aggiornata al 23 lug 2025. |

Questa è una lista di persone presenti nell'enciclopedia che hanno il cognome Fischer, suddivise per attività principale.

## Allenatori di calcio(3)
- Andreas Fischer, allenatore di calcio e ex calciatore tedesco (Paderborn, n. 1964)
- Karl Fischer, allenatore di calcio austriaco (Impero austro-ungarico, n. 1888)
- Urs Fischer, allenatore di calcio e ex calciatore svizzero (Triengen, n. 1966)

## Allenatori di hockey su ghiaccio(1)
- Patrick Fischer, allenatore di hockey su ghiaccio e ex hockeista su ghiaccio svizzero (Zugo, n. 1975)

## Allenatori di sci alpino(1)
- Daniel Fischer, allenatore di sci alpino e ex sciatore alpino tedesco (n. 1985)

## Architetti(2)
- Johann Michael Fischer, architetto tedesco (Burglengenfeld, n. 1692 - Monaco di Baviera, † 1766)
- Karl von Fischer, architetto tedesco (Mannheim, n. 1782 - Monaco di Baviera, † 1820)

## Artisti(1)
- Urs Fischer, artista svizzero (Zurigo, n. 1973)

## Astronauti(1)
- Jack Fischer, ex astronauta, ufficiale e aviatore statunitense (Louisville, n. 1974)

## Astronome(1)
- Debra Fischer, astronoma statunitense (n. 1953)

## Atleti(1)
- Frederico Fischer, atleta brasiliano (Ribeirão Preto, n. 1917)

## Attori(1)
- Bruce M. Fischer, attore statunitense (Greensboro, n. 1936 - † 2018)

## Attrici(7)
- Anna Fischer, attrice tedesca (Berlino, n. 1986)
- Gaby Fischer, attrice tedesca (n. 1966)
- Gisela Fischer, attrice tedesca (Berlino, n. 1929 - Zurigo, † 2014)
- Jenna Fischer, attrice statunitense (Fort Wayne, n. 1974)
- Kathie Fischer, attrice statunitense (Oakland, n. 1907 - Los Angeles, † 1988)
- Madeleine Fischer, attrice svizzera (Romanshorn, n. 1935 - Gubbio, † 2020)
- Vera Fischer, attrice brasiliana (Blumenau, n. 1951)

## Avvocati(2)
- Bram Fischer, avvocato sudafricano (Bloemfontein, n. 1908 - Bloemfontein, † 1975)
- Ludwig von Fischer, avvocato e politico svizzero (Bremgarten bei Bern, n. 1805 - Zollikofen, † 1884)

## Banchieri(1)
- Elis Fischer, banchiere, avvocato e politico svedese (Askersund, n. 1834 - Stoccolma, † 1889)

## Bassi(1)
- Johann Ignaz Ludwig Fischer, basso tedesco (Magonza, n. 1745 - Berlino, † 1825)

## Bassi-baritoni(1)
- Emil Fischer, basso-baritono tedesco (Brunswick, n. 1838 - Amburgo, † 1914)

## Biatleti(2)
- Fritz Fischer, ex biatleta tedesco (Kelheim, n. 1956)
- Sven Fischer, ex biatleta tedesco (Smalcalda, n. 1971)

## Bobbisti(1)
- Gerhard Fischer, bobbista tedesco

## Botanici(3)
- Eduard Fischer, botanico e micologo svizzero (Berna, n. 1861 - Berna, † 1939)
- Ludwig Fischer, botanico svizzero (Berna, n. 1828 - Berna, † 1907)
- Friedrich Ernst Ludwig von Fischer, botanico russo (Halberstadt, n. 1782 - San Pietroburgo, † 1854)

## Calciatori(21)
- Andrzej Fischer, calciatore polacco (Swarzędz, n. 1952 - † 2018)
- Benjamin Fischer, ex calciatore liechtensteinese (Grabs, n. 1980)
- Bernard Fischer, calciatore lussemburghese (Differdange, n. 1902 - Niederkorn, † 1971)
- Dieter Fischer, calciatore tedesco orientale (n. 1936 - † 2016)
- Erich Fischer, calciatore tedesco (Pforzheim, n. 1909 - † 1990)
- Gerrit Fischer, calciatore olandese (Amsterdam, n. 1916 - Amsterdam, † 1984)
- Josef Fischer, calciatore austriaco (n. 1893 - † 1932)
- Joseph Fischer, calciatore lussemburghese (Itzig, n. 1909 - Esch-sur-Alzette, † 1986)
- Juan Fischer, ex calciatore argentino (Junín, n. 1985)
- Kilian Fischer, calciatore tedesco (Miltenberg, n. 2000)
- Klaus Fischer, ex calciatore e allenatore di calcio tedesco (Lindberg, n. 1949)
- Manfred Fischer, calciatore austriaco (n. 1995)
- Otto Fischer, calciatore e allenatore di calcio austriaco (Vienna, n. 1901 - Liepāja, † 1941)
- Paul Fischer, calciatore tedesco (n. 1882)
- Pál Fischer, ex calciatore ungherese (Budapest, n. 1966)
- Richard Fischer, calciatore austriaco (n. 1917 - † 1969)
- Robert Fischer, calciatore svizzero (Wil, n. 1894 - Wil, † 1918)
- Roman Fischer, calciatore ceco (n. 1983)
- Sander Fischer, ex calciatore olandese (Rhoon, n. 1988)
- Walter Fischer, calciatore tedesco (n. 1889 - † 1959)
- Yannick Fischer, ex calciatore francese (Sainte-Foy-la-Grande, n. 1974)

## Calciatrici(2)
- Melanie Fischer, calciatrice austriaca (n. 1986)
- Nilla Fischer, calciatrice svedese (Kristianstad, n. 1984)

## Canoiste(2)
- Birgit Fischer, ex canoista tedesca (Brandeburgo sulla Havel, n. 1962)
- Fanny Fischer, canoista tedesca (Potsdam, n. 1986)

## Cantanti(3)
- Helene Fischer, cantante, ballerina e showgirl tedesca (Krasnojarsk, n. 1984)
- Wild Man Fischer, cantante e compositore statunitense (Los Angeles, n. 1944 - Los Angeles, † 2011)
- Thomas Gabriel Fischer, cantante e chitarrista svizzero (Zurigo, n. 1963)

## Cantautori(1)
- Sam Fischer, cantautore australiano (Sydney, n. 1991)

## Cantautrici(1)
- Lisa Fischer, cantautrice, produttrice discografica e musicista statunitense (New York, n. 1958)

## Cardinali(1)
- Anton Hubert Fischer, cardinale e arcivescovo cattolico tedesco (Jülich, n. 1840 - Bad Neuenahr-Ahrweiler, † 1912)

## Cestisti(3)
- D'or Fischer, ex cestista statunitense (Filadelfia, n. 1981)
- Luke Fischer, cestista statunitense (Germantown, n. 1994)
- Ricardo Fischer, cestista brasiliano (San Paolo, n. 1991)

## Chimici(6)
- Ernst Otto Fischer, chimico tedesco (Solln, n. 1918 - Monaco di Baviera, † 2007)
- Franz Joseph Emil Fischer, chimico tedesco (Friburgo in Brisgovia, n. 1877 - Monaco di Baviera, † 1947)
- Hans Fischer, chimico tedesco (Höchst, n. 1881 - Monaco di Baviera, † 1945)
- Edmond Fischer, chimico e biologo svizzero (Shanghai, n. 1920 - Seattle, † 2021)
- Hermann Emil Fischer, chimico tedesco (Euskirchen, n. 1852 - Berlino, † 1919)
- Karl Fischer, chimico tedesco (Monaco di Baviera, n. 1901 - † 1958)

## Chitarristi(1)
- Jörg Fischer, chitarrista tedesco (Solingen, n. 1957)

## Ciclisti su strada(3)
- Jean Fischer, ciclista su strada francese (Brunstatt, n. 1867 - Cachan, † 1935)
- Josef Fischer, ciclista su strada tedesco (Neukirchen beim Heiligen Blut, n. 1865 - Monaco di Baviera, † 1953)
- Murilo Fischer, ex ciclista su strada brasiliano (Brusque, n. 1979)

## Compositori(3)
- Günther Fischer, compositore, direttore d'orchestra e sassofonista tedesco (Teplitz-Schönau, n. 1944)
- Johann Christian Fischer, compositore e musicista tedesco (Friburgo in Brisgovia, n. 1733 - Londra, † 1800)
- Johann Caspar Ferdinand Fischer, compositore, clavicembalista e organista tedesco (n. 1656 - Rastatt, † 1746)

## Designer(1)
- Margit Fischer, designer austriaca (Stoccolma, n. 1943)

## Direttori d'orchestra(3)
- Iván Fischer, direttore d'orchestra e compositore ungherese (Budapest, n. 1951)
- Thierry Fischer, direttore d'orchestra e flautista svizzero (n. 1957)
- Ádám Fischer, direttore d'orchestra e compositore ungherese (Budapest, n. 1949)

## Direttori della fotografia(1)
- Gunnar Fischer, direttore della fotografia svedese (Ljungby, n. 1910 - Stoccolma, † 2011)

## Dirigenti sportivi(1)
- Peter Fischer, dirigente sportivo e ex sciatore alpino tedesco (Oberstdorf, n. 1954)

## Economisti(1)
- Stanley Fischer, economista, dirigente d'azienda e banchiere israeliano (Mazabuka, n. 1943 - Lexington, † 2025)

## Editori(1)
- Samuel Fischer, editore austro-ungarico (Liptószentmiklós, n. 1859 - Berlino, † 1934)

## Esploratori(1)
- Gustav Fischer, esploratore e medico tedesco (Barmen, n. 1848 - Berlino, † 1886)

## Filosofi(1)
- Kuno Fischer, filosofo tedesco (Sandewalde nella Slesia, n. 1824 - Heidelberg, † 1907)

## Fondiste(1)
- Lea Fischer, fondista svizzera (n. 1998)

## Fondisti(1)
- Remo Fischer, ex fondista svizzero (Bäretswil, n. 1981)

## Ginnasti(1)
- Lucas Fischer, ginnasta, ballerino e cantante svizzero (Brugg, n. 1990)

## Giornalisti(2)
- Fritz Fischer, giornalista tedesco (Ludwigsstadt, n. 1908 - Amburgo, † 1999)
- Louis Fischer, giornalista statunitense (Filadelfia, n. 1896 - Princeton, † 1970)

## Hockeisti su ghiaccio(2)
- Jiří Fischer, ex hockeista su ghiaccio ceco (Hořovice, n. 1980)
- Mario Fischer, ex hockeista su ghiaccio austriaco (Vienna, n. 1989)

## Imprenditori(2)
- Artur Fischer, imprenditore e inventore tedesco (Tumlingen, n. 1919 - Waldachtal, † 2016)
- Klaus Fischer, imprenditore tedesco (Freudenstadt, n. 1950)

## Magistrati(1)
- Adolf Fischer, giudice, militare e politico svizzero (Reinach, n. 1807 - Aarau, † 1893)

## Matematici(1)
- Ernst Sigismund Fischer, matematico austriaco (Vienna, n. 1875 - Colonia, † 1954)

## Medici(3)
- Eugen Fischer, medico tedesco (Karlsruhe, n. 1874 - Friburgo in Brisgovia, † 1967)
- Horst Fischer, medico, militare e criminale di guerra tedesco (Dresda, n. 1912 - Lipsia, † 1966)
- Paul Henri Fischer, medico, zoologo e paleontologo francese (Parigi, n. 1835 - Parigi, † 1893)

## Militari(1)
- Jean-Chrétien Fischer, militare tedesco (Stoccarda, n. 1713 - Kassel, † 1762)

## Nuotatori(1)
- Eduardo Fischer, nuotatore brasiliano (Joinville, n. 1980)

## Pallanuotiste(2)
- Aria Fischer, ex pallanuotista statunitense (Laguna Beach, n. 1999)
- Makenzie Fischer, ex pallanuotista statunitense (Laguna Beach, n. 1997)

## Pallanuotisti(1)
- Roberto Fischer, ex pallanuotista argentino (Buenos Aires, n. 1936)

## Pattinatori artistici su ghiaccio(1)
- A. L. Fischer, pattinatore artistico su ghiaccio russo

## Pianiste(2)
- Annie Fischer, pianista ungherese (Budapest, n. 1914 - Budapest, † 1995)
- Caroline Fischer, pianista tedesca

## Pianisti(2)
- Clare Fischer, pianista, compositore e arrangiatore statunitense (Durand, n. 1928 - Los Angeles, † 2012)
- Edwin Fischer, pianista e direttore d'orchestra svizzero (Basilea, n. 1886 - Zurigo, † 1960)

## Piloti automobilistici(1)
- Rudi Fischer, pilota automobilistico svizzero (Stoccarda, n. 1912 - Lucerna, † 1976)

## Pittori(1)
- Paul Gustave Fischer, pittore danese (Copenaghen, n. 1860 - Gentofte, † 1934)

## Pittrici(1)
- Eva Fischer, pittrice jugoslava (Daruvar, n. 1920 - Roma, † 2015)

## Poeti(2)
- Johann Georg Fischer, poeta e drammaturgo tedesco (Süßen, n. 1816 - Stoccarda, † 1897)
- Otokar Fischer, poeta e critico letterario ceco (Kolín, n. 1883 - Praga, † 1938)

## Politiche(2)
- Deb Fischer, politica statunitense (Lincoln, n. 1951)
- Ruth Fischer, politica e agente segreta tedesca (Lipsia, n. 1895 - Parigi, † 1961)

## Politici(6)
- Benjamin Fischer, politico svizzero (Uster, n. 1991)
- Heinz Fischer, politico austriaco (Graz, n. 1938)
- Jan Fischer, politico ceco (Praga, n. 1951)
- Joschka Fischer, politico tedesco (Gerabronn, n. 1948)
- Ludwig Fischer, politico e militare tedesco (Kaiserslautern, n. 1905 - Varsavia, † 1947)
- Oskar Fischer, politico tedesco-orientale (Aš, n. 1923 - Berlino, † 2020)

## Presbiteri(1)
- Hans-Peter Fischer, presbitero e giurista tedesco (Friburgo in Brisgovia, n. 1961)

## Scacchisti(1)
- Bobby Fischer, scacchista statunitense (Chicago, n. 1943 - Reykjavík, † 2008)

## Schermidori(3)
- Marcel Fischer, ex schermidore svizzero (Bienne, n. 1978)
- Roman Fischer, schermidore austriaco (Wels, n. 1915)
- Volker Fischer, schermidore tedesco (Iserlohn, n. 1950)

## Sciatori alpini(1)
- Brett Fischer, ex sciatore alpino statunitense (n. 1977)

## Sciatrici alpine(1)
- Franciane Fischer, sciatrice alpina svizzera

## Scrittori(3)
- Bruno Fischer, scrittore statunitense (Berlino, n. 1908 - New York, † 1992)
- Leck Fischer, scrittore e sceneggiatore danese (Copenaghen, n. 1904 - † 1956)
- Tibor Fischer, scrittore britannico (Stockport, n. 1959)

## Scrittrici(1)
- Erica Fischer, scrittrice austriaca (St Albans, n. 1943)

## Scultori(2)
- Melchior Fischer, scultore e architetto svizzero (Laufenburg, n. 1581 - Praga, † 1611)
- Theodor Fischer, scultore, architetto e urbanista tedesco (Schweinfurt, n. 1862 - Monaco di Baviera, † 1938)

## Scultrici(1)
- Magda Frank, scultrice ungherese (Kolozsvár, n. 1914 - Buenos Aires, † 2010)

## Soprani(2)
- Betty Fischer, soprano austriaca (Vienna, n. 1887 - Vienna, † 1969)
- Elsa Stralia, soprano australiano (Adelaide, n. 1881 - Melbourne, † 1945)

## Storici(1)
- Johann Eberhard Fischer, storico e linguista tedesco (Weiltingen, n. 1697 - San Pietroburgo, † 1771)

## Storici dell'arte(1)
- Manfred F. Fischer, storico dell'arte tedesco (Ohrdruf, n. 1936)

## Tennisti(1)
- Martin Fischer, ex tennista austriaco (Dornbirn, n. 1986)

## Tuffatrici(1)
- Heike Fischer, tuffatrice tedesca (Demmin, n. 1982)

## Velisti(1)
- Werner Fischer, velista austriaco (Bregenz, n. 1940 - Bregenz, † 2011)

## Vescovi cattolici(1)
- Elmar Fischer, vescovo cattolico austriaco (Feldkirch, n. 1936 - Feldkirch, † 2022)

## Violiniste(1)
- Julia Fischer, violinista tedesca (Monaco di Baviera, n. 1983)